# 西陣

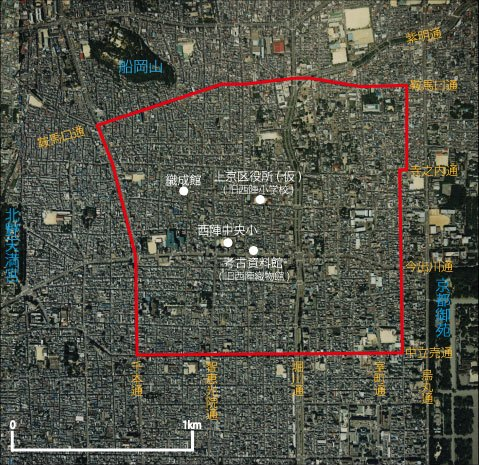
京都市の西陣学区案内による西陣の概略図（図中の上京区役所（仮）の場所は、現在の上京区総合庁舎整備時の仮庁舎として使われた元西陣小学校の所在地）

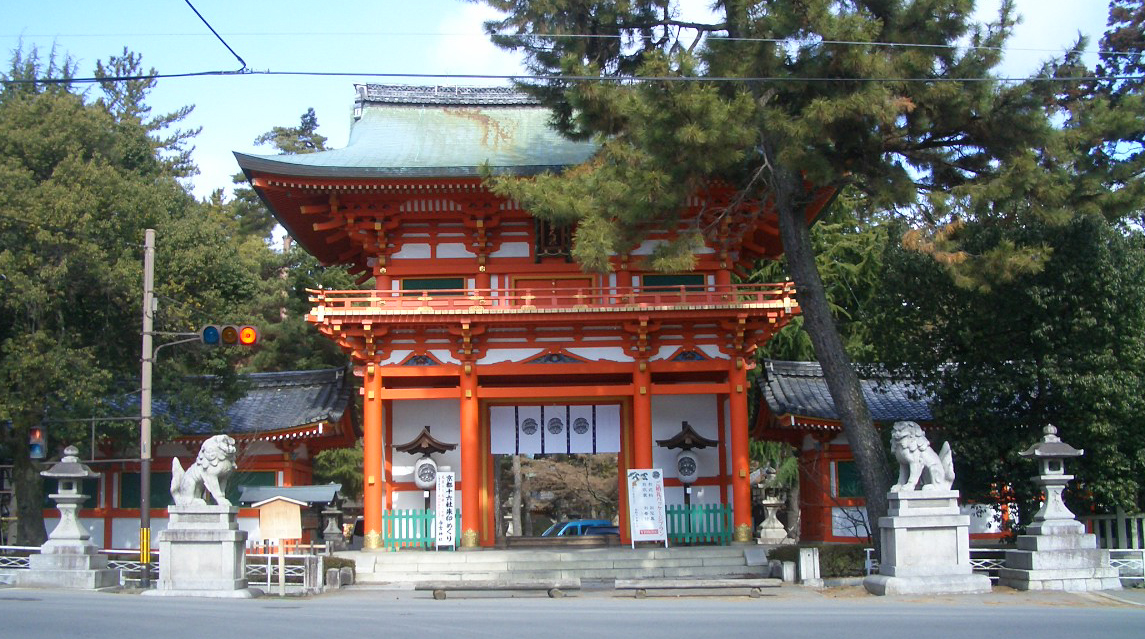
今宮神社 楼門

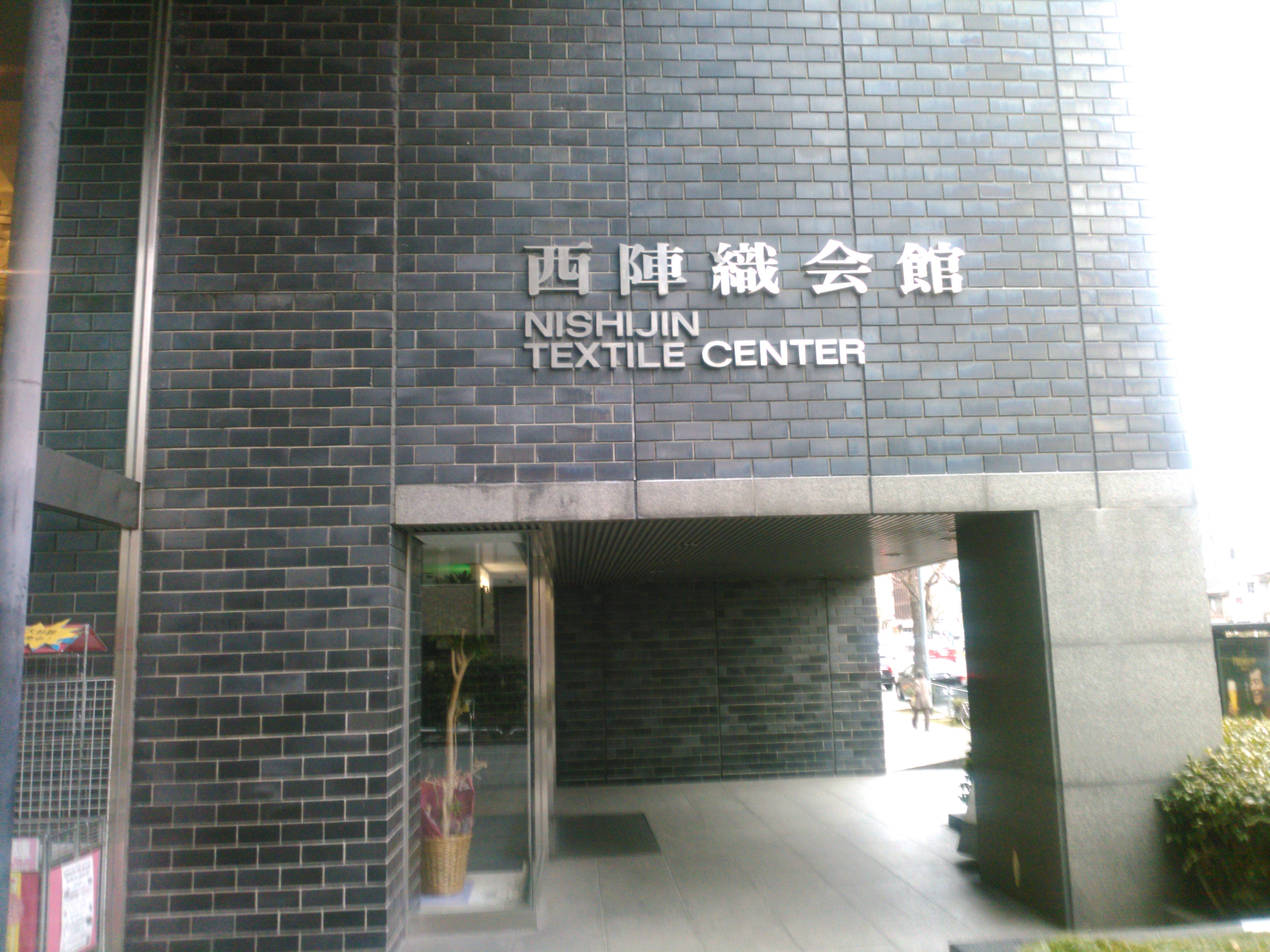
西陣織会館 入口

西陣（にしじん）とは京都府京都市上京区から北区にわたる地域の名称。「西陣」という行政区域はない。高級絹織物の西陣織発祥の地であり、織物産業が集中する地域である。

## 歴史
京都では5世紀から織物作りが行なわれており、平安時代には現在の西陣の南側に位置する黒門上長者町付近に織物職人が集っていたとされる。平安時代後半には「大舎人の綾」「大宮の絹」などと呼ばれる織物が作られ、また独自の重厚な織物は寺社の装飾に使用された。「西陣」の名は、応仁の乱（1467年-1477年）の際に西軍総大将である山名宗全らが堀川よりも西のこの土地に陣を構えたことに由来する。応仁の乱後には各地に離散していた織物職人が京都に戻り、西陣と呼ばれるようになったこの地で織物作りを再開した。
今出川通の大宮通と堀川通の間に西陣の史跡がある。西陣は日本で初めて映画館ができた場所である。今宮神社の今宮祭は西陣の祭礼として知られている。
1945年6月26日午前9時頃、アメリカ軍のB-29により空襲。即死者43人、重軽傷者66人、建物の全半壊292棟（数字は集計時点でまちまち）。太平洋戦争中、京都市が受けた空襲のうち最大の被害。後に辰巳公園に被害の状況を伝える石碑が建立された。
2008年（平成20年）度の西陣織製品の出荷額は約818億円であり、465の業者が存在する。織機数は計4,783台（力織機が約3,600台、手機などが約1,200台）であり、直接または間接的に西陣織業に従事する人々は約30,000人である。

## 西陣の範囲
寛永15年（1638年）頃までは西陣組と呼ばれていた町組があり、その後は上西陣組（古町83組）と下西陣組（古町80組）に引き継がれた。これらの組と他地域との境界は複雑に入り組んでいるが、おおむねの範囲は、西限が七本松通、南限が一条通、東限が小川通、北限が上京区・北区の区境である。
享保2年（1717年）頃にまとめられた『京都御役所向大概覚書（きょうとごやくしょむけたいがいおぼえがき）』京都町奉行所の勤方の手引書（手配地域の状況とその権限）では、西陣の範囲を「東ハ堀川を限り、西ハ北野七本松を限り、北ハ大徳寺今宮旅所限り、南ハ一条限り、又ハ中立売通　町数百六拾八町」としており、堀川通・七本松通・鞍馬口通・一条通（または中立売通）に囲まれた範囲だったことがわかる。
西陣織の業者がいる地域は、おおむね南限は丸太町通、北限は上賀茂、東限は烏丸通、西限は西大路通とされる。

## 西陣学区
西陣学区（にしじんがっく）は、京都市の学区（元学区）のひとつ。京都市上京区に位置する。明治初期に成立した地域区分である「番組」に起源を持ち、学区名の由来ともなるかつての西陣小学校の通学区域であり、今でも地域自治の単位となる地域区分である。
明治2年（1869年）の第二次町組改正により成立した上京第5番組に由来し、同年には、区域内に上京第5番組小学校（のち明治17年（1884年）に西陣小学校に校名を改称）が創立した。明治5年（1872年）には上京第4区、明治12年（1879年）には区が組となり上京第4組となった。学区制度により明治25年（1892年）には上京第4学区となった。
昭和4年（1929年）に、学区名が小学校名により改称され、上京第4学区から西陣学区となった。昭和17年（1942年）に京都市における学区制度は廃止されるが、現在も地域の名称、地域自治の単位として用いられている。

### 地理
西陣学区は、複雑に入り組んだ形をしているが、おおむねの範囲は、西限が浄福寺通、南限が五辻通、東限が堀川通、北限が寺之内通であり、歴史的な西陣の概念とされる「ほぼ南北は中立売通から鞍馬口通まで、東西は室町通から千本通まで、一辺が約1kmのほぼ正方形」とする範囲に含まれる狭い範囲を指す。

#### 西陣学区の町名
以下の27町である。
- 竹屋町
- 北舟橋町
- 山名町
- 花開院町
- 新美濃部町
- 大北小路東町
- 西北小路町
- 伊佐町
- 樋之口町
- 曼陀羅町
- 硯屋町
- 紋屋町
- 古美濃部町
- 聖天町
- 百々町
- 東西町
- 妙蓮寺前町
- 大猪熊町
- 芝之町
- 芝薬師町
- 幸在町
- 阿弥陀寺町
- 土田町
- 藤木町
- 東石屋町
- 慈眼庵町
- 西石屋町

### 人口・世帯数
京都市内では、概ね元学区を単位として国勢統計区が設定されており、西陣学区の区域に設定されている国勢統計区（上京区第8国勢統計区）における人口・世帯数について示すと以下のとおりとなる。
西陣学区の人口
世帯数 / 人口
出典 : 国勢調査
| 1965年（昭和40年） |  | 1,204世帯・4,729人 |
| 1975年（昭和50年） |  | 1,091世帯・3,530人 |
| 1985年（昭和60年） |  | 1,126世帯・3,085人 |
| 1995年（平成7年）  |  | 1,224世帯・2,797人 |

## ギャラリー

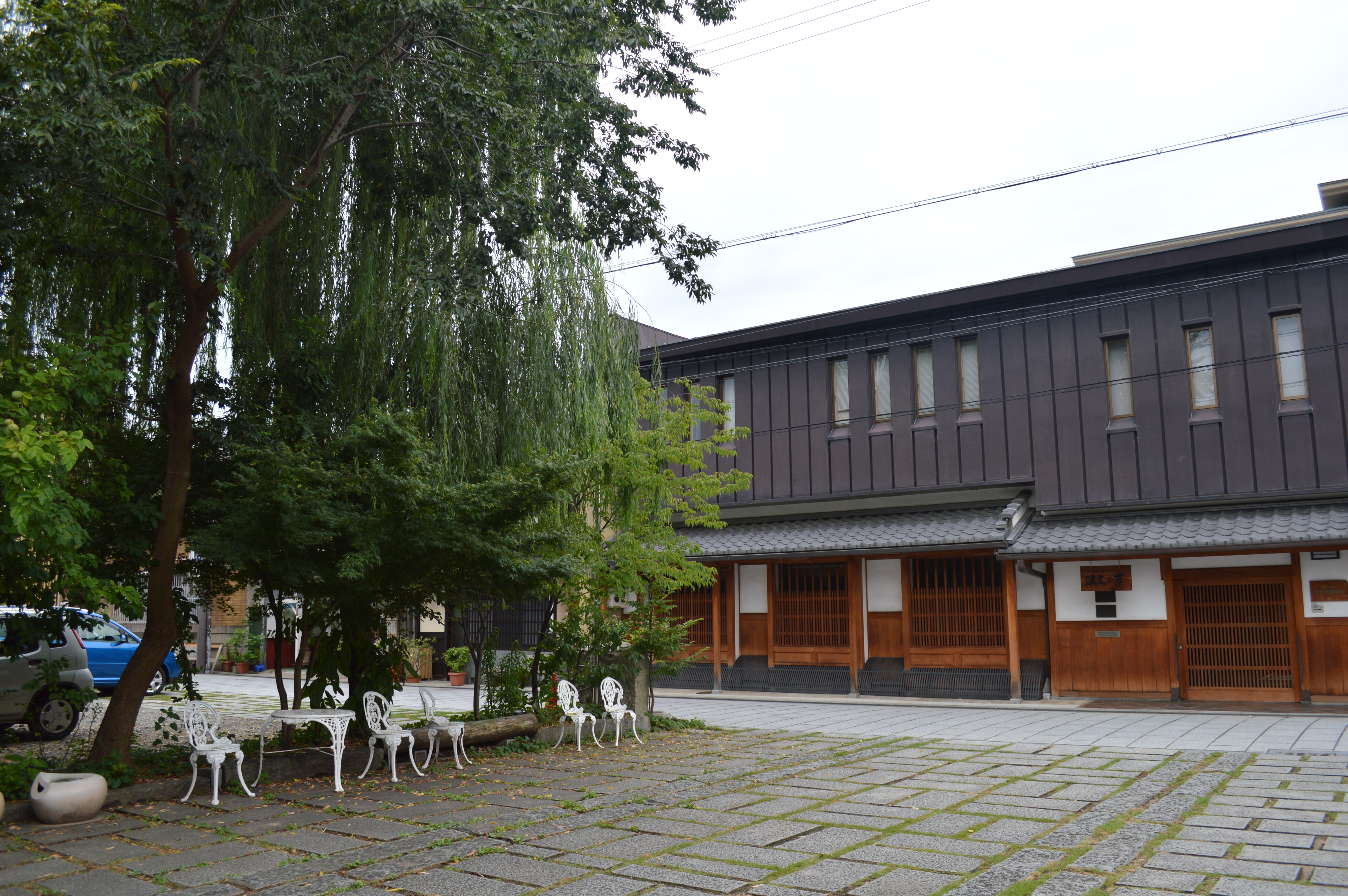
織成館（おりなすかん）
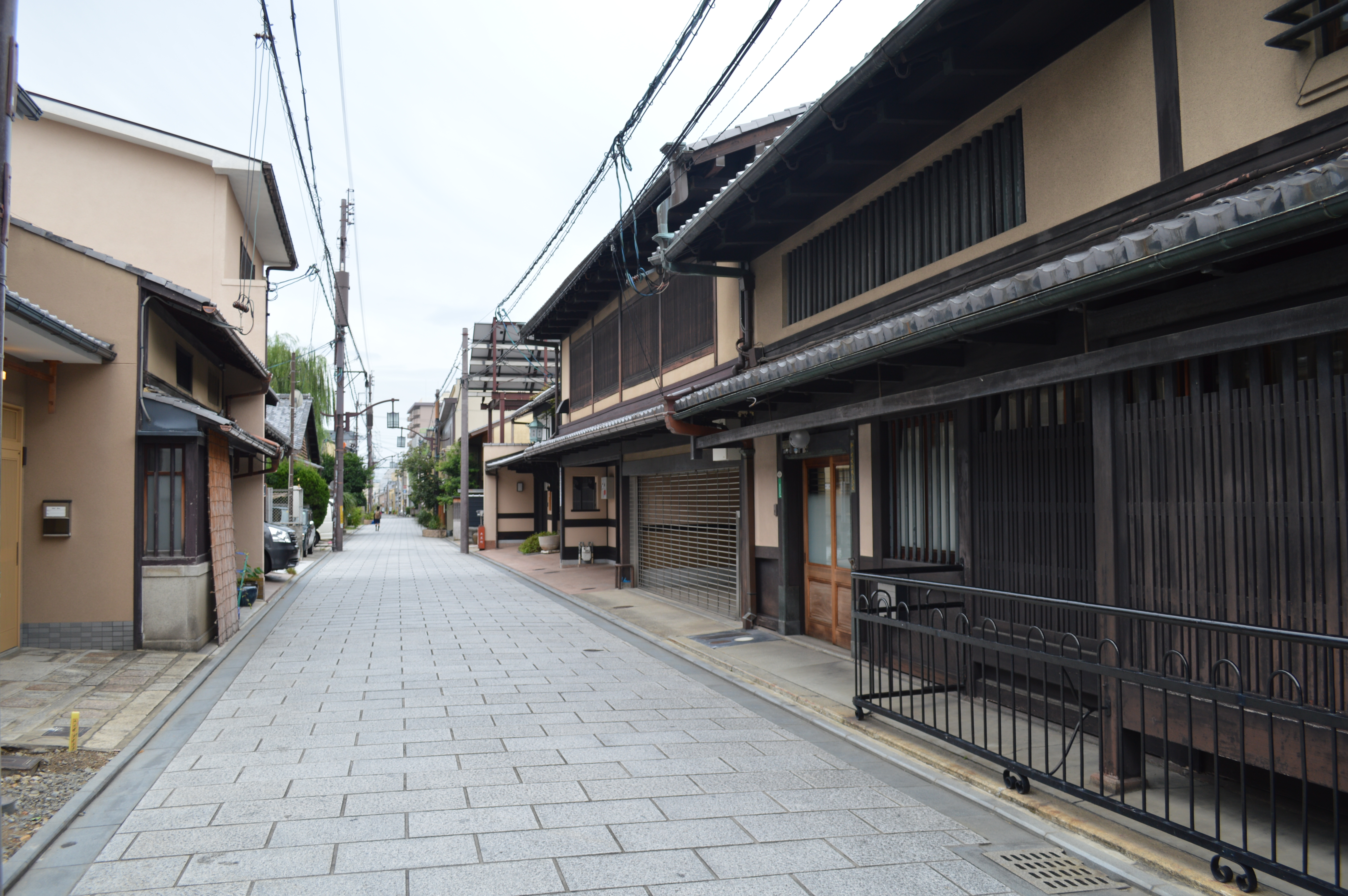
大黒町の石畳通り